# عزيز بلول
عزيز بلول وُلِدَ في ولاية بجاية وهو سياسي جزائري ينتمي إلى حزب جبهة القوى الاشتراكية.

## حياته
وُلِدَ عزيز بلول في سنة 1954م في ولاية بجاية.

### الحياة السياسية
انخرط عزيز بلول في جبهة القوى الاشتراكية خلال شبابه. تم تعيينه كأمين وطني مكلف بالعلاقات الخارجية في الحزب. كما تعيينه كرئيس للجنة المنازعات في الحزب. أثناء الانتخابات التشريعية الجزائرية 2012، تم انتخاب عزيز بلول كنائب عن جبهة القوى الاشتراكية في المجلس الشعبي الوطني الجزائري عن ولاية بجاية.

### الهيئة الرئاسية لجبهة القوى الاشتراكية
عزيز بلول هو عضو في الهيئة الرئاسية لجبهة القوى الاشتراكية منذ انعقاد مؤتمرها الخامس في سنة 2013م. فلقد كانت جبهة القوى الاشتراكية انتخبت يوم 25 ماي 2013م، خلال اليوم الثالث والأخير من أشغال مؤتمرها الخامس، قيادتها الجديدة المكونة من الهيئة الرئاسية التي أعضاؤها الخمسة هم: محند أمقران شريفي، علي لعسكري، رشيد حالت، وسعيدة إيشالامان. وقد انتخب 1044 مؤتمرا بغالبية كبيرة، عبر رفع الأيدي، القائمة الوحيدة المقدمة من أجل تكوين الهيئة الرئاسية التي تضم الأسماء المذكورة، والتي من بينها عزيز بلول.

### مواضيع ذات صلة
- جبهة القوى الاشتراكية
- قائمة أعلام الجزائريين
- حسين آيت أحمد
- علي مسيلي
- لخضر بورقعة
- مصطفى بوشاشي
- محند أمقران شريفي
- علي لعسكري
- رشيد حالت
- سعيدة إيشالامان
- نورة محيوت
- حياة مزياني
- أحمد جداعي
- محمد نبو
- كريم طابو

### فيديوهات
- مائدة مستديرة لجبهة القوى الاشتراكية حول التنمية المحلية على يوتيوب.